# ورم أصفر كاذب مرن
الورم الأصفر الكاذب المرن أو الصفروم الكاذب المرن أوالكاذب المرن (بالإنجليزية Pseudoxanthoma elasticum). ويعرف أيضا باسم متلازمة غرينبلاد-ستراند، , هو مرض وراثي نادر يسبب التشتت وتمعدن الألياف المرنة في بعض الأنسجة. يظهر في الجلد و العيون والاوعيه الدمويةفي وقت لاحق من تطور المرض. وفي شكل سابق لأوانه قد تضهر علامات تصلب الشرايين . ويتسبب PXE بواسطة الطفرات مقهورة في الجين ABCC6 على الذراع القصير من الصبغي 16p13.116.على الذراع القصير منه.

## الاعراض
عادة ما يسبب ظهور مناطق صفراءأو بيضاء صغيرة في ثنيات الجلد، وكثيرا ما يظهر في العقد الثاني أو الثالث من العمر. هذه العيوب الجلدية كثيرا ما تظهر على العنق ، والإبط ، أما الوجه فلا يتأثر. وكثيرا ما تكون هناك عيوب في الشبكية كأتلام وعائية الشكل التي هي انكسارات دقيقة في النسيج المملوء بالأنسجة المرنة. هذه التشوهات في العين قد تؤدي إلى العمى. ومن المجالات الأخرى التي يمكن أن تتأثر هي تصلب الشرايين وتدلي الصمام التاجي. وتكون الأوعية الدموية الصغيرة حساسة في هذا المرض لأن الأوعية الدموية تحتوي على الإستين الذي يمكن أن يؤدي إلى نزيف في الامعاء ونادراً في الرحم. كما أن ضعف الدورة الدموية في الساقين يؤدي إلى آلام الساقين عند المشي، العرج.

## العلاج
حاليا لا يوجد علاج مباشر للمرض. ولكن يتم بعض الأعراض المرتبطة به. مثلا بالنسبة للمناطق المفرطة بالإصابة بالمرض في الجلد، فالجراحة التجميلية قد تكون لها حاجة. الليزر الضوئي والعلاج الضوئي قد يتم استخدامه لنمو أوعية دموية غير طبيعية في الشبكية، وقد يستخدم الحقن بالتريامسينولون.واعطاء الادوية مثل بيفاسيزوماب (أفاستين) ورانيبيزمب(ranibizumab) .يجب تجنب الأدوية غير الستيرودية المضادة للالتهابات (المسكنات) التي تزيد من خطر النزيف، مثل الأسبرين ، والإيبوبروفين .

## وصلات خارجية
- PXE International
- pxe على جين تيستز التابع لمعاهد الصحة الوطنية الأمريكية/جامعة واشنطن
- ورم أصفر كاذب مرن على مرجع المكتبة الوطنية للطب الرئيسي لعلم الوراثة.